# Masarykovo náměstí (Třebíč)

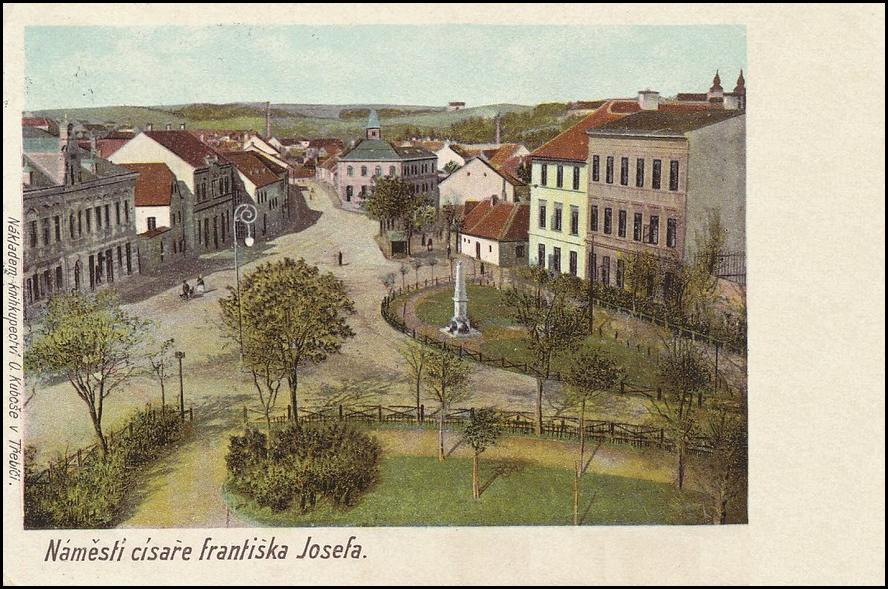
Masarykovo náměstí v roce 1905

Masarykovo náměstí je náměstí, které se nachází ve městě Třebíči a leží na východozápadním průtahu silnice I/23 městem. Náměstí původně od roku 1894 bylo pojmenováno podle císaře Františka Josefa I., tj. Náměstí císaře Františka Josefa I. (krátce pro obecnou mluvu Františka Josefa náměstí). Později bylo pojmenováno podle československého prezidenta T. G. Masaryka již v roce 1920, současně s pojmenováním zde stojícího Masarykova gymnázia. Na náměstí se kříží silnice I/23 ve směru Telč – Brno s ulicí Bedřicha Václavka, která vede na jih podél bývalého opevnění historického jádra až k bývalé Jejkovské bráně. Náměstím také prochází hranice místních částí Horka-Domky a Vnitřní Město.
Na náměstí sídlí několik institucí, mezi které patří: Gymnázium Třebíč, Pozemkový úřad, Městský úřad Třebíč (dříve Okresní úřad Třebíč) či Divadlo Pasáž.
Dříve se na náměstí nacházel také pomník osvobození Rudou armádou, který byl později přemístěn ke starému městskému hřbitovu. Dnes na náměstí stojí pomník Františka Palackého a socha "hudba". Před budovou gymnázia stojí dvojice "Masarykových javorů" klenů (Acer pseudoplatanus).
V 90. letech bylo silniční křížení stavebně upraveno a křižovatka osazena světelným signalizačním zařízením.
Ke konci roku 2018 bylo oznámeno, že na Masarykově náměstí budou osazeny tzv. chytré lampy městského osvětlení, které budou reagovat na intenzitu provozu a budou tak regulovat jas osvětlení. Kromě tzv. chytrých lamp bude instalována i kamera, která bude počítat počet přecházejících chodců a počet automobilů, aby bylo možné vyhodnotit dopravní situaci ve městě.
Dne 20. února 2019 byla k restauraci odvezena socha sv. Floriána. Socha byla vytvořena Štěpánem Paganem v 80. letech 19. století. Mezi lety 1994 a 2000 byla rekonstruována Jiřím Novotným. Cílem restaurátorských prací je navrátit sochu sv. Floriana na Karlovo náměstí, kde dříve byla součástí kašny.
V roce 2025 byla zahájena obnova náměstí, postupně jsou káceny staré stromy a na podzim roku 2025 budou vysázeny nové. Přibydou nové květinové záhony a ubyde betonových cest.